# Parkweg (metrostation)
Parkweg is een ondergronds metrostation in Schiedam aan lijn C van de Rotterdamse metro. Station Parkweg bevindt zich in de Schiedamse wijk Nieuwland en is gebouwd onder de kruising van de Burgemeester Honnerlage Gretelaan en de Parkweg.
Het station werd voor reizigers geopend in november 2002 (als onderdeel van de Beneluxlijn) en is ontworpen door architect Hans van Heeswijk. Het eilandperron ligt direct onder straatniveau en kan bereikt worden door middel van trappen, een roltrap en een lift, die zich in twee grote koepels aan de uiteinden van het station bevinden. Tussen de beide ingangen bevinden zich twee kleinere koepels, waardoor overdag daglicht in het station binnenvalt en 's avonds licht vanuit het station de bovengrondse stationsomgeving verlicht. De lichtkoepels vormen de voornaamste ornamenten van het station, dat verder redelijk eenvoudig is afgewerkt.
Bij de kruising Parkweg/Burgemeester van Haarenlaan bevindt zich ook een tramhalte Parkweg waar de tramlijnen 1 en 11 halteren. Van hieruit is het ongeveer 500 meters lopen naar het metrostation.
Tussen april 2017 en de opening van de Hoekse Lijn (30 september 2019) werd station Parkweg tijdelijk doordeweeks tussen 6:00 uur en 19:00, zaterdag/zondag van 10:30 tot 19:00 uur ook bediend door metrolijn A en vanaf 20:00 uur door metrolijn B als eindpunt. Dit had te maken met de ombouw van de Hoekse Lijn en het feit dat er vanaf station Vijfsluizen pendelbussen richting Vlaardingen reden.

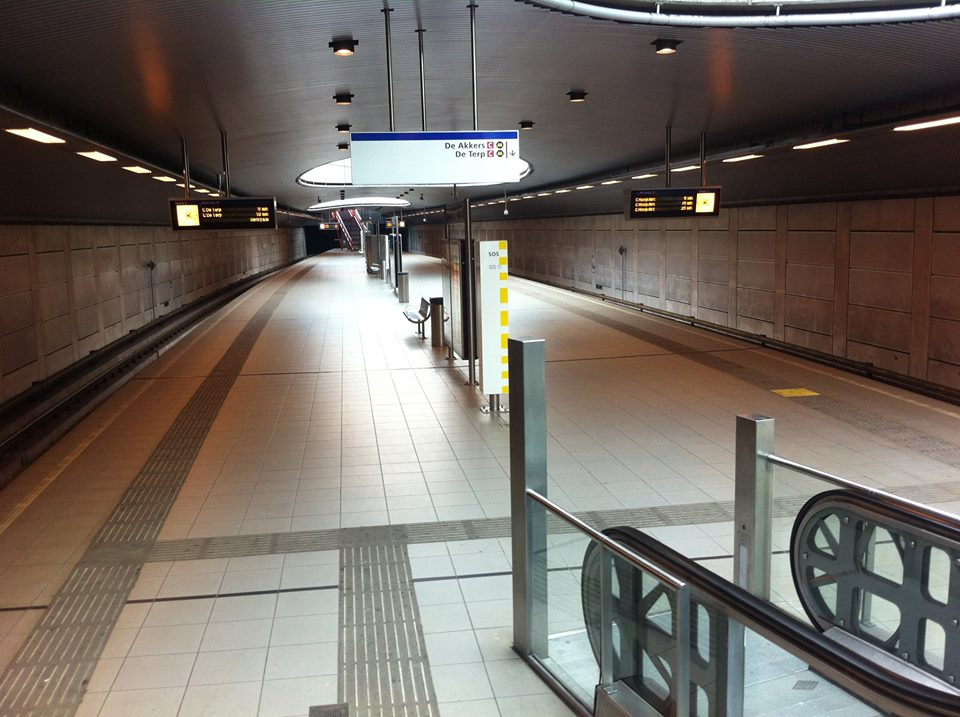
Perron

De Terp · Capelle Centrum · Slotlaan · Capelsebrug · Kralingse Zoom · Voorschoterlaan · Gerdesiaweg · Oostplein · Blaak  · Beurs · Eendrachtsplein · Dijkzigt · Coolhaven · Delfshaven · Marconiplein · Schiedam Centrum  · Parkweg · Troelstralaan · Vijfsluizen · Pernis · Tussenwater · Hoogvliet · Zalmplaat · Spijkenisse Centrum · Heemraadlaan · De Akkers